# Moustapha Djimet
Moustapha Djimet (12 giugno 2003) è un calciatore centrafricano, attaccante della Dinamo Minsk e della nazionale centrafricana.

## Carriera

### Club
Cresciuto nel Red Star, il 29 agosto 2024 è stato acquistato dal Minsk, con cui ha debuttato due giorni dopo nell'incontro di Vyšėjšaja Liha vinto 2-0 contro la Naftan. Ha segnato il suo primo gol il 16 settembre seguente nella partita vinta 3-1 contro il Homel'.
Il 21 febbraio 2025 è stato ceduto alla Dinamo Minsk, altro club bielorusso, con cui ha iniziato il 2025 vincendo la Supercoppa di Bielorussia.

### Nazionale
Ha giocato nella nazionale centrafricana Under-20.
Ha debuttato con la nazionale maggiore centrafricana il 19 marzo 2025 nell'incontro di qualificazione per il Campionato mondiale di calcio 2026 vinto 4-1 contro il Madagascar.

## Statistiche

### Presenze e reti nei club
Statistiche aggiornate al 24 marzo 2025.
| Stagione        | Squadra         | Campionato      | Campionato | Campionato | Coppe nazionali | Coppe nazionali | Coppe nazionali | Coppe continentali | Coppe continentali | Coppe continentali | Altre coppe | Altre coppe | Altre coppe | Totale | Totale | Totale |
| Stagione        | Squadra         | Comp            | Pres       | Reti       | Comp            | Pres            | Reti            | Comp               | Pres               | Reti               | Comp        | Pres        | Reti        | Pres   | Reti   |        |
| --------------- | --------------- | --------------- | ---------- | ---------- | --------------- | --------------- | --------------- | ------------------ | ------------------ | ------------------ | ----------- | ----------- | ----------- | ------ | ------ | ------ |
| 2024            | Minsk           | VL              | 12         | 6          | CB              | 0               | 0               | -                  | -                  | -                  | -           | -           | -           | 12     | 6      |        |
| 2025            | Dinamo Minsk    | VL              | 0          | 0          | CB              | 1               | 0               | -                  | -                  | -                  | SB          | 0           | 0           | 1      | 0      |        |
| Totale carriera | Totale carriera | Totale carriera | 12         | 6          |                 | 1               | 0               |                    | -                  | -                  |             | -           | -           | 13     | 6      |        |

### Cronologia presenze e reti in nazionale
| Cronologia completa delle presenze e delle reti in nazionale ― Rep. Centrafricana | Cronologia completa delle presenze e delle reti in nazionale ― Rep. Centrafricana | Cronologia completa delle presenze e delle reti in nazionale ― Rep. Centrafricana | Cronologia completa delle presenze e delle reti in nazionale ― Rep. Centrafricana | Cronologia completa delle presenze e delle reti in nazionale ― Rep. Centrafricana | Cronologia completa delle presenze e delle reti in nazionale ― Rep. Centrafricana | Cronologia completa delle presenze e delle reti in nazionale ― Rep. Centrafricana | Cronologia completa delle presenze e delle reti in nazionale ― Rep. Centrafricana |
| Data                                                                              | Città                                                                             | In casa                                                                           | Risultato                                                                         | Ospiti                                                                            | Competizione                                                                      | Reti                                                                              | Note                                                                              |
| --------------------------------------------------------------------------------- | --------------------------------------------------------------------------------- | --------------------------------------------------------------------------------- | --------------------------------------------------------------------------------- | --------------------------------------------------------------------------------- | --------------------------------------------------------------------------------- | --------------------------------------------------------------------------------- | --------------------------------------------------------------------------------- |
| 19-3-2025                                                                         | Casablanca                                                                        | Rep. Centrafricana                                                                | 1 – 4                                                                             | Madagascar                                                                        | Qual. Mondiali 2026                                                               | -                                                                                 | 57’                                                                               |
| 24-3-2025                                                                         | Casablanca                                                                        | Rep. Centrafricana                                                                | 0 – 0                                                                             | Mali                                                                              | Qual. Mondiali 2026                                                               | -                                                                                 | 90+4’                                                                             |
| Totale                                                                            |                                                                                   | Presenze                                                                          | 2                                                                                 |                                                                                   | Reti                                                                              | 0                                                                                 |                                                                                   |

## Palmarès

### Club

#### Competizioni nazionali
- Supercoppa di Bielorussia: 1

Dinamo Minsk: 2025